# Chiesa protestante nei Paesi Bassi
La Chiesa protestante nei Paesi Bassi (in olandese: Protestantse Kerk in Nederland, abbreviato PKN) è la più grande denominazione cristiana protestante presente nei Paesi Bassi, formata dall'unione dei luterani e dei riformati.
Storicamente la maggior parte della popolazione olandese ha aderito alle Chiese protestanti ma, a partire dagli anni 1960, hanno avuto un drastico calo di fedeli sebbene il Protestantesimo rimanga la tradizionale fede della famiglia reale olandese.
La PKN è stata fondata nel 2004 dalla fusione della Chiesa Riformata dei Paesi Bassi, delle Chiese riformate nei Paesi Bassi e della Chiesa evangelica luterana nei Paesi Bassi.

## Dottrina e pratiche
La dottrina della PKN si basa sui tre credi (il Simbolo degli Apostoli, il Simbolo niceno-costantinopolitano e il Simbolo atanasiano). Dalla dottrina luterana riprende la Confessione augustana e il Grande catechismo di Lutero. Mentre dalla dottrina calvinista riprende il Catechismo di Heidelberg, il Catechismo di Ginevra, la Confessione di fede belga e i Cinque punti del calvinismo. La PKN riconosce anche la Dichiarazione di Barmen e la Concordia di Leuenberg.
Sono approvate le ordinazioni femminili e la benedizione delle coppie dello stesso sesso.
All'interno della PKN coesistono movimenti liberali e conservatori; le congregazioni locali hanno poteri di vasta portata per le questioni considerate controverse (come le ordinazioni femminili).

## Organizzazione
L'organizzazione della Chiesa Protestante nei Paesi Bassi unisce il congregazionalismo e il presbiterianesimo. È organizzata secondo linee locali, regionali e nazionali. Una congregazione locale è guidata da un consiglio di anziani e diaconi eletti dai membri di essa. A livello regionale vi sono 57 consiglieri eletti dai consigli. A livello nazionale vi è il Sinodo generale, che dirige settori di interesse comune, come l'istruzione teologica, la formazione pastorale e la cooperazione ecumenica.
Il PKN ha quattro diversi tipi di congregazione:
- congregazioni protestanti: congregazioni locali formatesi dalla fusione di realtà ecclesiali diverse
- congregazioni dell'ex Chiesa Riformata Olandese
- congregazioni delle ex Chiese Riformate nei Paesi Bassi
- congregazioni luterane.

I luterani costituiscono una minoranza all'interno di questa Chiesa, e per questo hanno un loro Sinodo, che però è rappresentato nel Sinodo generale.